# 양들의 침묵
《양들의 침묵》(영어: The Silence of The Lambs)은 미국의 범죄 스릴러 소설가인 토머스 해리스가 1988년에 발표한 소설이다. 한니발 렉터 시리즈 중 발매순서로는 2번째이지만, 내용상으로는 3번째에 위치한다. 1991년에 조너선 드미 감독이 영화화했으며, 상업적 성공과 평단의 호평을 받았다. 제작자는 에드워드 색슨이다.

## 줄거리
FBI 수습요원 클라리스 스탈링은 어느 날 FBI 국장 잭 크로포드로부터 연쇄살인 사건 수사에 참여하라는 지시를 받는다. 피해자는 모두 몸집이 비대한 여성으로, 피부가 도려내어진 엽기적인 사건이다. '버팔로 빌'이라는 별명을 가진 살인범에 대한 단서는 전혀 없고, 사건은 미궁에 빠져 있었다.
잭 크로포드는 스탈링에게 사건 해결에 결정적인 도움이 될만한 인물을 만나보라고 지시한다. 그 인물은 바로 한니발 렉터 박사. 렉터 박사를 찾아가는 스탈링에게 잭 크로포드는 남의 마음을 읽는 독심술의 대가인 렉터 박사의 수법에 휘말려 들지 말라고 경고한다. 렉터는 뛰어난 정신과 의사로 명성을 날리던 인물이었지만, 죽인 사람의 인육을 요리해서 먹는 흉측한 수법으로 자기 환자 9명을 살해했기 때문에 일명 '식인종 한니발(Hannibal the Cannibal)'로 불리며 정신 이상 범죄자수감소에 수감 중이었다.
팽팽한 신경전 속에 이루어진 첫 만남. 렉터는 스탈링과 처음 만나자마자 그녀의 체취와 옷차림, 그리고 간단한 말 몇 마디로 그녀의 출신과 배경을 간파해 그녀를 놀라게 한다. 그러나 그러한 감정을 숨긴 채 정중한 매너와 명석한 두뇌를 이용하여 침착하고 조리 있게 주어진 상황을 분석하는 스탈링에게 렉터는 호의를 보이며 정보를 제공한다. 스탈링 또한 대형방탄 유리를 두고 대화를 해나가는 동안 공포감을 느끼면서도 탁월한 지식과 매너, 고상한 취미를 지닌 렉터 박사에게 미묘한 매력을 느끼게 된다.
렉터는 버팔로 빌에 대한 단서를 제공하며 스탈링의 내면을 조금씩 분석한다. 그러던 도중, 테네시주 연방상원의원의 딸 캐서린이 버팔로 빌에게 납치되는 최악의 사태가 벌어지고, 상원의원은 범인에 대한 정보를 알려준다는 조건 아래 렉터를 좀 더 시설이 좋은 테네시주 멤피스에 위치한 수감소로 호송하게 해준다. 그러나 이송 도중의 허점을 교묘하게 이용한 렉터는 감시 중이던 경찰 2명을 잔인하게 살해하고는 탈출에 성공한다.
한편 렉터 박사가 조금씩 흘려준 정보를 바탕으로 버팔로 빌의 거주지를 알아낸 스탈링은 사투 끝에 그를 사살하고 상원의원의 딸을 구하는 데 성공한다. 이러한 공로가 높게 평가되어 정식 FBI 요원으로 임명된 스탈링. 그러나 마지막 장면에서 탈출에 성공한 렉터 박사의 전화를 받게 된 스탈링의 모습을 마지막으로 이야기는 끝나게 된다. (영화판 '양들의 침묵'에서는 렉터 박사가 스탈링에게 "Well, Clarice... have the lambs stopped screaming? (클라리스, 양들이 울음소리를 멈추었나?)"라는 첫마디를 시작으로 전화를 걸며 이야기가 마무리된다.)

## 등장인물
- 한니발 렉터 (Hannibal Lecter)

유능한 정신과 의사로 명성을 날린 천재. 지적이며 예의범절을 중시하는 매너있는 신사이며 타인의 마음을 파악하는 독심술의 달인으로 유명하다. 또한 뛰어난 예술가이자, 사학자, 심리학자, 외과 의사, 법의학자로 그 식견이 그가 체포된 이후로도 인정받을 정도로 깊다. 하지만 그는 자신의 심기를 거스른 사람은 반드시 살해하여 인육을 요리하여 먹어버리는 기괴한 살인행각과 식성을 지녔기에 '식인종 한니발(Hannibal the Cannibal)'이라는 별명으로 악명을 떨치고 있다. 이러한 경력때문에 체포되어 정신 이상 범죄자 수감소에 수감되었다. 대부분의 수사관들에겐 호의적이지 않았으나, 자신에게 예의를 갖추며 당당하게 맞서는 스탈링에게 호감을 느끼고 버팔로 빌에 관한 단서를 제공한다.
후에 딸이 납치된 상원의원이 내건 조건을 받아들여 버팔로 빌의 정보제공의 대가로 좀더 편안한 시설의 멤피스의 감옥으로 이송 도중에 경관 2명을 살해하고 어디론가 종적을 감춘다.
렉터는 용감하고 지적인 풋내기 수사관인 스탈링에게 깊은 호감을 보였는데, 그녀에게서 어린시절 양과 관련된 트라우마 이야기를 듣고는 그녀가 상원의원의 딸을 구해 이때의 트라우마를 극복하려고 한다는 것을 눈치챈다. 이 때문에 그녀에게 버팔로 빌을 잡을 결정적인 힌트를 남겨주면서 후에 그녀의 트라우마가 치유되었는지를 물어보기까지 할 정도로 그녀에게 신경을 썼었다.
- 클라리스 M. 스탈링(Clarice M. Starling)

양들의 침묵의 실질적인 주인공. FBI 견습 수사관인 그녀는 명석한 두뇌와 용감함을 지닌 인물이다. 상관인 잭 크로포트의 명령으로 버팔로 빌 살인사건의 수사에 참여하게 되었으며, 그 과정에서 한니발 렉터 박사와 운명적인 만남을 갖게된다. 이후 스탈링은 렉터가 알려주는 정보들을 바탕으로 버팔로 빌에게 납치된 상원의원의 딸을 구하는데 결정적인 공을 세운다. 이러한 공적이 높게 평가되어 정식 FBI 요원이 된다.
본래 스탈링은 웨스트 버지니아 주(West Virginia)의 작은 마을에서 경찰일을 하는 아버지와 함께 살고 있었다. 하지만 그녀가 10살이 되었을 때 아버지가 강도의 총을 맞고 순직하자 몬태나주의 삼촌의 말 목장에서 살게 되었다. 하지만 이곳에서 양들의 비명과 함께 양들의 도살이 시작되었음을 목격하고 충격에 빠진 그녀는 한 마리라도 살리고 싶어서 어린 양을 안고 도망쳤으나 아직 어린 그녀에게 어린 양은 너무 무거웠고 결국 보안관에게 잡힌다. 이 사건은 그녀의 평생의 트라우마가 되었으며 (작품의 제목인 '양들의 침묵'과 깊은 연광성을 지님) 이후 고아원에서 성장한 그녀는 대학을 졸업하고 FBI 아카데미에 입학하였다고 언급된다.
- 잭 크로포드 (Jack Crawford)

FBI 국장이자 풋내기 수사관인 스탈링에게 버팔로 빌 사건을 맡긴 장본인. 실력이 뛰어난 FBI 요원들을 적재적소에 배치하는 뛰어난 통솔력과 인망을 지녔으며 잭 크로포드 자신도 뛰어난 수사관으로서 명성이 자자하다. 렉터 박사가 높게 평가하는 몇안되는 인물중 하나라 작중에 자주 묘사됨.
- 버팔로 빌 (Buffalo Bill)

여성들만을 납치하여 살해한후 그들의 피부를 벗기는 엽기적인 행각을 하는 연쇄 살인마. 본명은 『제임 검브(Jame Gumb)』. 렉터 박사의 추리에 의하면 여성화 수술을 신청했다가 정신적 결함에 의하여 거절당하자, 여성들의 피부를 옷으로 만들어 입은 다음 자신의 육체가 여성화되었다는 만족감에서 기쁨을 얻는 인물. 과거 렉터가 정신과 의사로 활동하던 시절 (체포되기 전), 연인인 벤자인 라스베일의 주선으로 렉터에게 진찰받은 경력이 있다.
'버팔로 빌'이란 별명은 캔자스 시티 강력계 형사들이 붙여주었는데, 미국역사에 실존하는 인물의 이름이다. 서부영화의 소재로 가장 많이 등장한다는 윌리엄 프레더릭 코디(William F. Cody/1846~1917)가 바로 버팔로 빌인데, 전설적인 총잡이이기도 한 그는 1868년, 철도건설 노무자들에게 식량을 공급하는 일을 하면서 4,280마리의 버팔로를 죽여 가죽을 벗겼다기에 이러한 별명을 얻었다.
- 프레더릭 칠턴 (Frederick Chilton)

한니발 렉터가 수감된 볼티모어 정신 이상 범죄자 수감소에 소속된 정신과 의사이자 소장. 정신분석학 측면에서 매우 희귀한 케이스인 렉터를 자신의 연구대상으로 이용하여 명예와 부를 이루려는 탐욕적이고 오만한 인물. 렉터보다 자신이 우위에 있음을 증명하기 위하여 여러 가지 이유를 빌미로 삼아 그를 괴롭힌다. 이 때문에 렉터가 가장 싫어하는 인물 1순위에 낙점. 작중 후반, 렉터가 멤피스에서 탈출한 이후 그에게 보복당할 것을 두려워하여 외국으로 도피했다. 하지만 렉터의 손아귀에선 벗어나지 못하였고, 끝까지 그를 추적한 렉터 박사에 의하여 살해된다. 원작 후반부에 스탈링에게 보낸 편지에서 칠턴 박사를 저녁식사로 먹겠다는 의미의 문장이 등장한다.
- 바니 매슈스 (Barney Matthews)

볼티모어 정신 이상 범죄자 수감소에서 일하는 교도관. 죄수인 렉터 박사의 인격을 존중하며 예의바르게 대했기에 렉터 박사는 그를 우호적으로 생각한다. 버팔로 빌 사건을 해결하기 위하여 수감소에 자주 찾아오는 스탈링에게 여러 가지 도움을 줌. 훗날 렉터 박사가 탈옥하여 감옥에서 자신을 괴롭힌 칠턴 박사를 죽였지만 바니는 타깃에서 제외되어 목숨을 건진다.
- 아델리아 맵 (Ardelia Mapp)
- 캐서린 바커 마틴 (Catherine Baker Martin)

루스 마틴의 외동딸. 버팔로 빌에게 납치되어 살해당할 위기에 처했었지만, 클라리스 스탈링의 활약으로 무사히 구조된다.
- 루스 마틴 (Ruth Martin)

테네시주의 여성 상원의원. 딸인 카드린이 버팔로 빌에게 납치되자 방송을 통하여 딸을 무사히 돌려줄것을 호소하였다. 이후 버팔로 빌의 단서를 쥐고있는 렉터에게 정보를 얻는 조건으로 상원의원으로서의 지위를 이용하여 그를 좀더 시설이 편리한 멤피시의 교도소로 임감시켜 준다는 약속을 한다.
- 폴 크렌들러 (Paul Krendler)

클라리스 스탈링의 상관인 FBI의 간부. 부패한 인물로 훗날 한니발 렉터 박사에게 살해당하고 뇌를 먹힌다.
- 노블 필처 (Noble Pilcher)
- 앨버트 로든 (Albert Roden)
- I. J. 미그스 (I. J. Miggs)

볼티모어 정신이상자 수감소에 수감된 죄수. 한니발 렉터의 옆방에 수감되어 있었다. 렉터를 만나러온 클라리스에게 계집냄새가 난다며 흥분하는 모습을 보여주었고, 클라리스의 얼굴에 자신의 정액을 던지는 무례한 행동을 보여주었다. 렉터 박사가 호감을 갖고 있는 클라리스를 건드린 믹스는 이후 옆방의 렉터 박사와 몇마디 이야기를 나눈이후 울먹이다가 혀를 깨물고 자살한다. 렉터 박사가 언어로 심리적인 공격을 가하여 믹스를 죽인것으로 추정됨.

## 수상
- 1988년 브램 스토커상 최고의 소설 부문 수상.[2]
- 1989 앤소니상 최고의 소설 부문 수상.[3]
- 1989 월드 판타지상 노미네이트.[4]

## 영화화
1986년 소설 《레드 드래곤》 영화화(원제: Manhunter, 마이클 만 감독) 이후, 1991년 조너선 드미 감독이 영화로 제작했다. 렉터 역의 앤서니 홉킨스와 스탈링 역의 조디 포스터 등이 열연하여 1992년 제64회 아카데미상 남우주연상과 여우주연상의 동시석권을 이루었으며, 감독상·작품상·각색상을 수상하였다. 전통과 보수성을 겸비한 아카데미상에서 연쇄살인 스릴러를 주제로 한 이 작품이 주요상을 휩쓸었기에 지금까지도 높은 평가를 받고 있다.